# McRae (Arkansas)
McRae es una ciudad ubicada en el condado de White en el estado estadounidense de Arkansas. En el Censo de 2010 tenía una población de 682 habitantes y una densidad poblacional de 377,25 personas por km².

## Geografía
McRae se encuentra ubicada en las coordenadas 35°6′49″N 91°49′35″O / 35.11361, -91.82639. Según la Oficina del Censo de los Estados Unidos, McRae tiene una superficie total de 1.81 km², de la cual 1.8 km² corresponden a tierra firme y (0.29%) 0.01 km² es agua.

## Demografía
Según el censo de 2010, había 682 personas residiendo en McRae. La densidad de población era de 377,25 hab./km². De los 682 habitantes, McRae estaba compuesto por el 94.72% blancos, el 1.17% eran afroamericanos, el 0.44% eran amerindios, el 0% eran asiáticos, el 0% eran isleños del Pacífico, el 2.35% eran de otras razas y el 1.32% pertenecían a dos o más razas. Del total de la población el 3.96% eran hispanos o latinos de cualquier raza.